# Eje longitudinal
El eje longitudinal se utiliza en la técnica, la biología y otras ciencias para indicar el eje de un cuerpo en la dirección con una dimensión mayor. A menudo el eje longitudinal es también el eje de simetría de un cuerpo.
El giro del eje técnico o del palier se efectúa, normalmente, en el eje longitudinal. Si se adhieren otros componentes móviles entonces se habla de vibraciones.
En términos de objetos astronómicos la rotación se efectúa en su mayoría en torno al eje "corto". En física y mecánica este fenómeno se denomina «eje del mayor momento de inercia».
También la mayoría de las plantas tienen un eje longitudinal marcada, su tronco, a menudo también lo es el tallo.